# Didymodon soaresii
Didymodon soaresii là một loài rêu trong họ Pottiaceae. Loài này được Luisier mô tả khoa học đầu tiên năm 1916.